# Nesiota elliptica
Nesiota é um gênero botânico monotípico pertencente à família Rhamnaceae. A sua única espécie Nesiota elliptica, ou oliveira de Santa Helena, pertencente à rica flora nativa da Ilha de Santa Helena, no Oceano Atlântico Sul, extinguiu-se no ano de 2003 após a morte do último exemplar cultivado. Descrita no século XIX, foi julgada extinta em meados do século XX. Um único exemplar selvagem encontrado em 1977, e finalmente morto em 1994, foi utilizado para as frustradas tentativas de salvar a espécie de extinção.